# Enter Sandman
Enter Sandman (englisch für etwa „Der Sandmann tritt auf“) ist ein Lied der US-amerikanischen Metal-Band Metallica, das auf dem Album Metallica (auch Black Album genannt) aus dem Jahre 1991 erschienen ist. Das Lied ist eine ihrer bekanntesten Aufnahmen, mit einem signifikanten Riff, der sich durch das gesamte Lied hindurchzieht, und der düsteren Geschichte eines Kindes, das sich vor dem Einschlafen und den hierbei auftretenden schrecklichen Albträumen fürchtet. Der zu besiegende Sandmann, der der Legende nach den Kindern Sand in die Augen streut, damit sie einschlafen, steht symbolisch dafür. In der Bridge rezitieren der Lead-Sänger James Hetfield und der Sohn des Produzenten Bob Rock beide das im englischsprachigen Raum populäre Kindergebet Now I Lay Me Down to Sleep, das man ebenfalls am Anfang des Songs Go to Hell von Megadeth findet.
Das Lied gehört zum Standardrepertoire bei Auftritten von Metallica und wurde zusammen mit dem San Francisco Symphony Orchestra (unter der Leitung von Michael Kamen) für das S&M-Album als erste Zugabe aufgenommen.
Bei Heimspielen des Baseballteams der New York Yankees wurde der Song für den Pitcher Mariano „The Sandman“ Rivera als Auftritts-Song gespielt.

## Entstehung
Das Lied durchlief viele Veränderungen, bevor es schließlich auf dem Album erschien. Das Thema des Stücks wurde schließlich vom plötzlichen Kindstod zu etwas kommerziell Verkäuflicherem (wie Albträumen) abgeändert. Die Struktur des Riffs wurde geändert, und das Solo wurde von einem traditionelleren schnellen Heavy-Metal-Solo zu einem einfacheren und kürzeren abgeändert. Außerdem wollten die Band und ihr Produzent Bob Rock eigentlich, dass Holier Than Thou die erste Single des Albums werden sollte. Der Drummer Lars Ulrich drang jedoch trotzdem darauf, dass Enter Sandman die erste Single wurde, da er glaubte, es würde erfolgreicher sein als das traditionellere und mehr nach Heavy Metal klingende Holier Than Thou.
Der Hauptriff hat große Ähnlichkeit mit dem des Liedes Get Stoned von der finnischen Metal-Band Stone, das bereits 1988 veröffentlicht wurde: Das entsprechende Album erhielt Metallica, als sie Finnland besuchten. Deshalb gibt es Spekulationen, wonach dieser Riff nicht ursprünglich von Metallica stamme. 2003 zogen außerdem ehemalige Mitglieder der mittlerweile aufgelösten kalifornischen Metal-Band Excel rechtliche Schritte gegen Metallica in Erwägung, da sie behaupteten, Enter Sandman lehne sich stark an ihr Lied Tapping Into the Emotional Void an, welches 1989, also zwei Jahre vor dem Black Album, auf der LP The Joke's On You erschien.

## Rezeption
Enter Sandman steht auf Platz 399 in der Liste der 500 besten Singles laut Rolling Stone und ist Metallicas einziges Lied in dieser Liste. VH1 setzte es auf Platz 22 der 40 größten Metal-Songs aller Zeiten. Zudem wurde es bei den Grammy Awards 1992 in der Kategorie Best Rock Song nominiert, unterlag jedoch The Soul Cages von Sting.
Das Lied wird häufig bei Sportveranstaltungen verschiedener Sportarten gespielt, da es das Publikum gut animiert. Der Wrestler Jim Fullington ging sogar so weit, seinen Antiheld-Charakter bei Extreme Championship Wrestling The Sandman zu nennen. Der Closer der New York Yankees Mariano Rivera benutzt es als seine Eingangsmusik, ebenso der Pitcher der New York Mets Billy Wagner. Hiermit soll zum Ausdruck gebracht werden, dass der Pitcher das gegnerische Team zum Einschlafen bringen wird. Zum Einmarsch der Spieler benutzen das Lied unter anderem die Cleveland Indians, das Footballteam der Virginia Tech Hokies (bei Heimspielen) sowie die Virginia Cavaliers. Lediglich den Hauptriff als Eingangsmusik nutzten NHL Toronto Maple Leafs und die AHL Toronto Marlies. In Deutschland ist der Song beispielsweise seit der Saison 2006/07 die Einlaufhymne des Vereins Arminia Bielefeld.

## Kommerzieller Erfolg

### Chartplatzierungen
Im Zuge der Flutkatastrophe im Juli 2021 kündigten die Musiker eine Neuauflage der Single auf Vinyl an, deren Einnahmen an die Opfer gespendet werden sollen. Enter Sandman erreichte dadurch 30 Jahre nach seiner Erstveröffentlichung im Jahr 1991 im August 2021 Platz eins der deutschen Singlecharts und stellt damit Metallicas erste Nummer-eins-Single in Deutschland dar.
| ChartsChartplatzierungen       | Höchstplatzierung | Wochen |
| ------------------------------ | ----------------- | ------ |
| Deutschland (GfK)              | 1 (19 Wo.)        | 19     |
| Schweiz (IFPI)                 | 11 (15 Wo.)       | 15     |
| Vereinigte Staaten (Billboard) | 1 (28 Wo.)        | 28     |
| Vereinigtes Königreich (OCC)   | 2 (27 Wo.)        | 27     |

| ChartsJahrescharts (1991) | Platzierung |
| ------------------------- | ----------- |
| Deutschland (GfK)         | 77          |

### Auszeichnungen für Musikverkäufe
| Land/Region                  | Auszeichnungen für Musikverkäufe (Land/Region, Auszeichnung, Verkäufe) | Verkäufe   |
| ---------------------------- | ---------------------------------------------------------------------- | ---------- |
| Australien (ARIA)            | 11× Platin                                                             | 770.000    |
| Dänemark (IFPI)              | Platin                                                                 | 90.000     |
| Deutschland (BVMI)           | Platin                                                                 | 500.000    |
| Italien (FIMI)               | Platin                                                                 | 50.000     |
| Kanada (MC)                  | Gold (Single) · + Gold (Ringtone)                                      | 70.000     |
| Neuseeland (RMNZ)            | 5× Platin                                                              | 150.000    |
| Spanien (Promusicae)         | Platin                                                                 | 60.000     |
| Vereinigte Staaten (RIAA)    | 9× Platin (Digital) · + Gold (Physisch) · + Gold (Mastertone)          | 10.000.000 |
| Vereinigtes Königreich (BPI) | 2× Platin                                                              | 1.200.000  |
| Insgesamt                    | 4× Gold · 31× Platin ·                                                 | 12.890.000 |

Hauptartikel: Metallica/Auszeichnungen für Musikverkäufe

## Coverversionen
Johnny Crass parodierte das Lied als Internet Sandman, bezogen auf die Napster-Kontroverse der Band. Diese Parodie ist in Peer-to-Peer-Kreisen auch als Enter Napster oder Metallica vs. Napster bekannt. Letzteres bezeichnet allerdings auch eine ähnliche Parodie von Master of Puppets.
Der Mashup-Künstler Lucio K aus Brasilien erstellte unter dem Titel Sandman Jamming ein Remix aus Enter Sandman und Bob Marleys Jammin’.
Interpreten, die Enter Sandman gecovert haben:
- 386 DX
- Sepultura
- Alter Bridge
- Apocalyptica
- Beatallica (vermischt mit dem Beatles-Song Taxman zu Sandman)
- Eläkeläiset (Finnische Humppaband mit Titel Soramonttuhumppa)
- Gob (Als Teil von Mr. Sandman)
- J.B.O. (Parodie u. a. mit Textstellen aus Schlaf, Kindlein, schlaf bzw. Maikäfer flieg)
- Juanes
- Motörhead
- Pat Boone
- Richard Cheese and Lounge Against the Machine
- Rob Zombie (live)
- Sum 41 (wie man bei ‚MTV Icon: Metallica‘ sehen kann)
- The Mighty Mighty Bosstones auf der Where'd You Go?- EP (Dies ist die Ska-Version des Liedes.)
- Excrementory Grindfuckers (Parodie namens Enter the Bluesman mit eigenständigem Intro Enter Madman)
- Reel Big Fish (aktuell auf jedem Live-Konzert)
- Die Krupps
- Nickelback
- Leningrad Cowboys (auf vielen Live-Konzerten)
- Scott D. Davis (komplett auf Klavier gespielt)
- What About Bill? (Swing-Version)
- Youn Sun Nah (Jazz-Version, Sängerin)
- Weezer